# Harald Lyngsaa
Harald Christian Lyngsaa (22. oktober 1917 i København – 9. december 1982 på Bispebjerg Hospital i København) var en dansk fodboldspiller.
Lyngsaa som var wing spillede ungdomsfodbold i KB og stort set hele senior karrieren i KB, hvor han i perioden 1936-1941 spillede i alt 230 kampe og vandt han DM i 1940, 1948, 1949 og 1950. Han havde en kort afstikker til B93 i foråret 1942, hvor han spillede 11 kampe, scorede 5 mål og var med til at vinde DM.
Lyngsaa spillede også 2 U-landskampe hvor han scorede et mål 1945/1946 og debuterede 1940 på landsholdet i udekampen mod Sverige. Han har, sammen med Edwin Hansen en rekord; Danmark scorede i samtlige de 14 landskampe han var med i. Det blev også til to landskampsmål. Han spillede sin sidste landskamp mod Jugoslavien 1950.